# ليستير بارنارد
ليستير بارنارد (بالإنجليزية: Lester Barnard)‏ هو مدرب كرة سلة أمريكي، ولد في 25 أكتوبر 1894 في روجرسفيل في الولايات المتحدة، وتوفي في 1 يونيو 1985 في مقاطعة أورانج في الولايات المتحدة.